# Tadeusz Franciszek Kulikowski
Tadeusz Franciszek Kulikowski (ur. 3 maja 1924 w Brzeżanach, zm. 22 maja 1944 pod Piedimonte San Germano) – kapral Polskich Sił Zbrojnych poległy pod Monte Cassino, pośmiertnie awansowany na plutonowego.

## Życiorys
Urodził się 3 maja 1924, w rodzinie Marcelego (1893–1940), strażnika Służby Więziennej, pełniącego służbę w więzieniu w Brzeżanach, i Marii z Bajgerowiczów. Ojciec został zamordowany przez NKWD. Jego nazwisko figuruje na tzw. Ukraińskiej Liście Katyńskiej. Tadeusz 13 kwietnia 1940 został wywieziony z matką i sześcioma siostrami do Kazachstanu - 100 km od miasta Emby.
4 marca 1942 został przyjęty do Polskich Sił Zbrojnych w ZSRR i przydzielony do 6. Dywizyjnego Batalionu Strzeleckiego „Dzieci Lwowskich”. W celu dostania się do wojska Tadeusz podał inną datę urodzenia (2 kwietnia 1922) – nie miał jeszcze 18 lat. W kampanii włoskiej walczył w szeregach Pułku 6 Pancernego „Dzieci Lwowskich”. Poległ na polu chwały 22 maja 1944 w akcji pod Piedimonte (Monte Cassino). Został pochowany na Polskim Cmentarzu Wojennym na Monte Cassino (nr grobu 1-B-12). 
Pośmiertnie został awansowany na stopień plutonowego.
Śmierć Kulikowskiego opisał Melchior Wańkowicz w III tomie Bitwy o Monte Cassino str. 198, 200.
Nazwisko Tadeusza Kulikowskiego i nazwiska kilkudziesięciu poległych polskich żołnierzy znajdują się na pomniku Pułku 6 Pancernego w Piedimonte San Germano

## Odznaczenia
- Krzyż Walecznych po raz pierwszy[3]
- Krzyż Pamiątkowy Monte Cassino